# Gabiley
Gabiley (ook: Gebilay, Gebiley, Gebile, Gebileh, Gebilex, Gibeli, Jibile) is de hoofdplaats van het District Gabiley in de regio Woqooyi-Galbeed in Somaliland, een niet-erkende staat in Noord-Somalië. Gabiley ligt op 1461 m. hoogte aan een verharde hoofdweg, ongeveer halverwege Borama (62 km, hoofdstad van de regio Awdal) en Hargeisa, de hoofdstad van Somaliland (55 km).
Een aantal plaatsjes in de omgeving zijn o.m. Reehalas, Jameycada, Galoolley, Agamsaha, Arabsiyo, Guulma Waydo, Tiin, Yaldo, Boqor, Gogaysi, Lo'ka-Aroor, Sanlaawaha en Kalabaydh. Bij Kalabaydh ligt ook het vliegveld van Gabiley, niet meer dan een onverharde airstrip.
Gabiley is de 'graanschuur' van West-Somaliland en het centrum van een vruchtbare regio die bekendstaat als Dhul-beereed. Met de ingebruikname van nieuwe landbouwmethoden en -technieken stijgt de productie jaarlijks, maar blijft nog altijd achter bij de lokale vraag. Om aan die vraag te kunnen voldoen zijn grotere investeringen nodig. O.a. worden verbouwd maïs (een variëteit die bekendstaat als Elmi Jama), tarwe, gerst, bonen, erwten, aardnoten, aardappels, tomaten, uien, knoflook, sla, kool, sinaasappels, papaya's en watermeloenen. Naar schatting zijn er meer dan 1500 geïrrigeerde landbouwbedrijven. Het grootste deel van het areaal is echter in gebruik voor 'droge' landbouw. De productiviteit leidt ertoe dat Gabiley na de haven van Berbera de hoogste belastingafdrachten doet aan de Somalilandse regering. Het gebied rond Gabiley is ook relatief dichtbevolkt.
Er zijn lagere scholen in Gabiley. En sinds een paar jaar heeft de stad een universiteit, de Tima-ade (ook: Timacade) Universiteit. In november 2013 studeerden hier de eerste 103 studenten af. Gabiley heeft geen ziekenhuis (2008).

## Klimaat
Het klimaat van Gabiley wordt beïnvloed door de ligging op ca. 1461 m hoogte. De gemiddelde jaartemperatuur is 20,8°C. Juni is de warmste maand, gemiddeld 23,6°C; januari is het koelste, gemiddeld 17,0°C. De jaarlijkse regenval bedraagt ca. 532 mm (Nederland: 800 mm). Van oktober t/m februari valt er minder dan 20 mm per maand. April-mei en juli-september zijn het natste met 67-100 mm per maand.

## Externe links

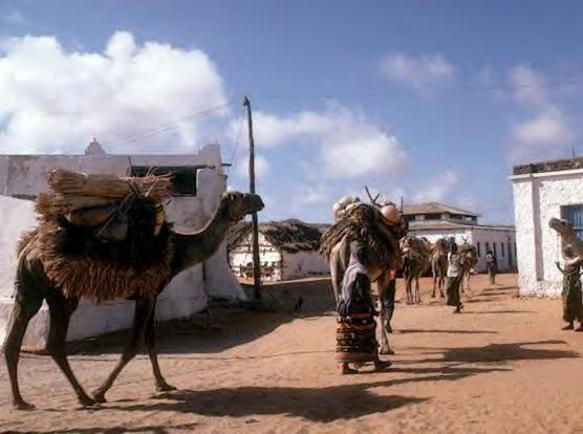
Nomaden met hun kamelen in de straatjes van Gabiley.